# Айни, Мехмет Али
Мехмет Али Айни (тур. Mehmet Ali Ayni, 25 февраля 1868 — 30 ноября 1945) — турецкий чиновник, религиовед и педагог. Занимался изучением суфизма.

## Биографии
Родился 25 февраля 1868 года в Манастыре в семье Мехмета Неджипа-Эфенди и его жены Рефики-ханум.
Учился в школах Фессалоник, Стамбула и Саны. Там выучил арабский язык, французский и фарси. Окончил военный лицей Гюльхане, затем поступил в Мектеб-и-Мюлькийе, который окончил в 1888 году. После этого 8 лет работал на различных должностях в сфере образования, в том числе в лицеях Эдирне, Дедеагача и Алеппо. Затем в течение 15 лет занимал руководящие посты в администрациях различных провинций Османской империи.
После Революции младотурков в 1908 году по требованию Талаат-паши ушёл с постов. По приглашению Шюкрю-бея начал преподавать в Дарюльфюнуне. Первоначально он, проработав недолгое время, уволился, посчитав, что в Дарюльфюнуне недостаёт обученного персонала, а учебный процесс там слабо организован, но по настоянию Зии Гёкальпа вскоре вернулся. Занимался преподаванием и административной работой. Среди предметов, которым он обучал были: философия, история философии, литература, история суфизма, этика и другие. В 1935 году уволился второй раз.
В 1937-45 годах возглавлял Комитет классификации стамбульских библиотек.
Умер 30 ноября 1945 года.

## Вклад
Автор более 30 книг. Круг его интересов включал в себя философию, суфизм, этику, логику и историю. Будучи сторонником духовного консерватизма, критиковал позитивизм, атеизм и материализм. Написал ряд работ об истории суфизма, а также биографии Абдул-Кадира Гилани, аль-Газали, Ибн Араби и Хаджи Байрама-и Вели. Считал одними из основных проблем современности скептицизм и пессимизм, которые подпитывают атеизм, что приводит к разрушению общества, помимо этого, работы, в которых популяризовались скептические и пессимистические взгляды на жизнь, по мнению Айни, приводили к увеличению количества самоубийств среди молодёжи.
Представлял Турцию на международных философских конгрессах, проводившихся в 1926 и 1930 годах. В 1935 году был избран членом французского общества востоковедов «Societe Asiatique de Paris».